# Pierre Steinhauer
Pierre Steinhauer (1969–) est un photographe et écrivain allemand.

## Biographie
À l'âge de treize ans, Pierre Steinhauer commence à prendre ses premières photos avec un Leica qu'il a hérité de sa grand-mère quelques années auparavant. Il étudie ensuite pendant onze ans dans le domaine informatique. Son fils naît en 2002. En 2004, il écrit la première biographie allemande sur Louis de Funès qui devient un succès mondial dans les librairies. Il reprend ensuite la photographie dans un studio en achetant un Nikon, une envie « déclenchée par une dose immédiate de créativité ». Il se spécialise dans les portraits, prenant pour modèles hommes et femmes, débutants ou professionnels. Il travaille notamment pour le studio photographique Ganz Besonders Schön.

## Œuvre
- (de) Louis de Funès, Die deutsche Biografie, Books on Demand, 2003, 292 p. (ISBN 3-8334-0381-0, lire en ligne).